# Бейливик
Бе́йливик (англ. bailiwick) — в Великобритании — область юрисдикции бейлифа. Термин также применяют к территориям, не являющимися бейливиками, на которых функции шерифа исполняются назначенным королевской властью бейлифом. В настоящее время термин используется в основном в церемониальном смысле. 
Термин произошёл от старофранцузского слова бальи (baili). Бальи в средневековой Франции был королевским представителем в бальяже, наделённым судебной властью, и выполнял функции контроля за местной администрацией. В Южной Франции аналогом бальи являлся сенешаль. Административная сеть бальяжей была создана в XIII веке на основе средневековых фискальных (судебных) или налоговых (baillie, отсюда и название) районов.
Бейливик (нем. Ballei) был также территориальной единицей Тевтонского ордена.
В английском языке к французской основе был прибавлен англосаксонский суффикс -wic, обозначавший деревню. Новый термин был призван обозначать буквально бейлифа деревенской округи — фактической территории ответственности бейлифа. В XIX веке это слово в Америке стало использоваться как метафора сферы деятельности, ответственности, знаний.
Сегодня термин применяют относительно Нормандских островов, которые в административных целях сгруппированы в два бейливика:
- Бейливик Джерси, включающий в себя помимо самого Джерси необитаемые островки Минкерс и Экреус;
- Бейливик Гернси, к которому относятся собственно Гернси, Сарк, Олдерни, Бреку, Херм, Джету и Лиху.

Каждый бейливик управляется собственным бейлифом.